# 中山北路 (上海)

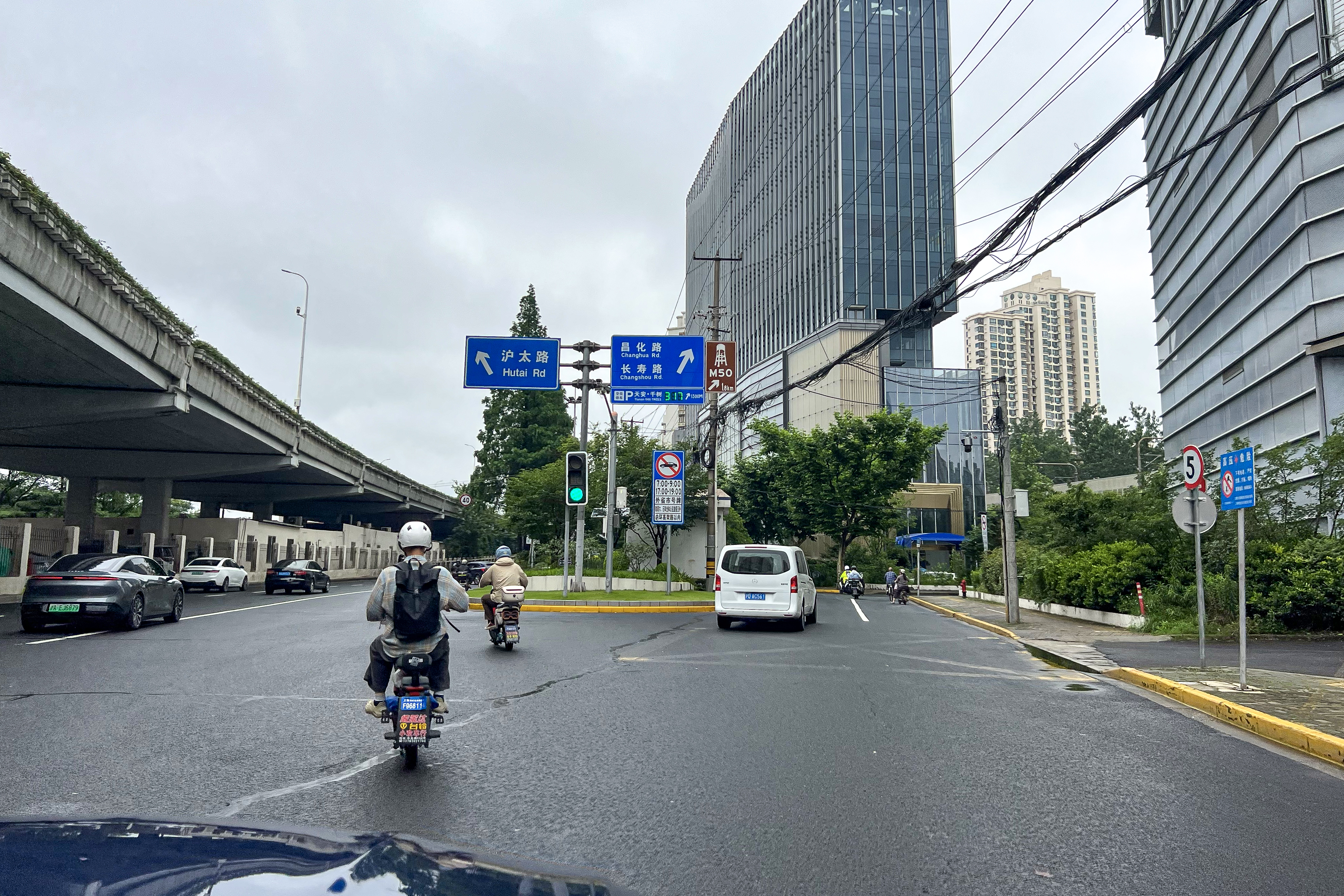
石泉东路以东路段

中山北路的电灯杆。

中山北路，是上海市西北部的道路，跨虹口区、静安区、普陀区，长8023米。东北起中山北路桥接中山北一路，西南迄苏州河接中山西路。

## 历史
普陀區交通路以西路段原名中山路，以孙中山为名，中華民国17年(1928年)（一說1930年）由上海特别市政府辟筑，以绕开租界通过沪西外围地区，联系沪南和沪北交通，民国19年（1930年）（一說1928年）又延伸修筑交通路以东路段，以三阳里命名为三阳路。民国34年（1945年）11月統稱中山北路。原为7.5米宽的煤渣路面，1959年，对中山北路进行拓宽，並改建为水泥混凝土和沥青混凝土路面，可通行超高、超重、超长车辆。1986年在沪宁铁路道口建成中山北路交通路立交桥。普陀区内沿中山北路修筑的内环高架路於1993年12月20日竣工通车。

## 沿途建筑
沿途有华东师范大学中山北路校区、同濟大學滬北校區以及建於1985年-1987年的上海長途汽車站。